# Burnin' Up Tour
Burnin' Up Tour es un tour Jonas Brothers, el cual inició el 4 de julio de 2008 en Toronto, Canadá y se presenció en más de 35 ciudades. En la mayoría de los conciertos se agotaron todas las entradas, incluyendo tres noches en la ciudad de Nueva York en Madison Square Garden.
La gira contó con Demi Lovato (todo el recorrido) y Avril Lavigne (julio y agosto) como celebridades invitadas.

## Burnin' Up Tour en 3D

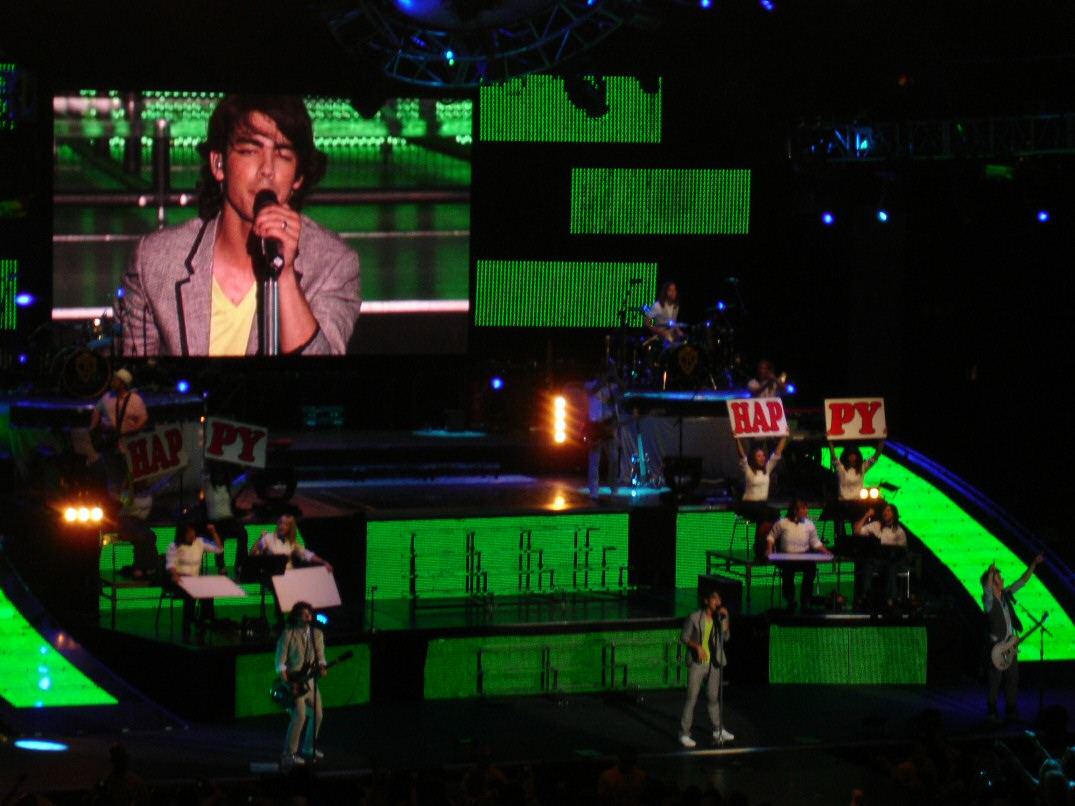
Jonas Brothers en California.

Los Jonas Brothers estrenaron su propia película musical/biográfica en la pantalla grande en Disney Digital 3-D, en sus conciertos del 13 y 14 de julio de 2008 en Anaheim durante el Brunin' Up Tour. Estrenado el 27 de febrero de 2009, la película también se incluyen escenas adicionales donde se presencia los tras bastidores de los espectáculos y las vidas y carreras de los tres hermanos Kevin, Nick y Joe Jonas. La película está dirigida y producida por Bruce Hendricks. Taylor Swift, Demi Lovato y «Big Rob» Feggans (guardaespalda de los Jonas) participan en el filme cantando junto a los hermanos en canciones separadas cada uno.
«No podemos esperar para empezar a trabajar en esta película para nuestros fans», fue lo que dijeron los Hermanos Jonas en una declaración. «Va a ser impresionante. Realmente deseamos llevar una experiencia totalmente única y diferente en la película a todo el mundo tanto si nos ha visto en vivo como si no».

## Actos de apertura
| Demi Lovato |
| --- |
| 1. «That’s How You Know» 2. «La La Land» 3. «Trainwreck» 4. «Gonna Get Caught» 5. «Day Dream» (Avril Lavigne Cover) 6. «Until You’re Mine» 7. «Party» 8. «Two Worlds Collide» 9. «Don't Forget» 10. «Get Back» |

| Taylor Swift           |
| ---------------------- |
| 1. «Should've Said No» |

| Avril Lavigne                    |
| -------------------------------- |
| 1. «Girlfriend» 2. «Complicated» |

| Honor Society                                          |
| ------------------------------------------------------ |
| 1. «Over You» 2. «My Own Way» 3. «See You In The Dark» |

## Lista de canciones
| Jonas Brothers |
| --- |
| 1. «That's Just the Way We Roll» 2. «Shelf» 3. «Hold On» 4. «BB Good» 5. «Goodnight and Goodbye» 6. «Video Girl» 7. «Gotta Find You» 8. «This is Me» con Demi Lovato 9. «A Little Bit Longer» 10. «Hello Beautiful» 11. «Still In Love With You» 12. «Tonight» 13. «Year 3000» 14. «Pushin' Me Away» 15. «Can't Have You» 16. «Play My Music» 17. «Live To Party» 18. «I'm Gonna Getcha Good!» (cover de Shania Twain) 19. «Lovebug» 20. «S.O.S.» 21. «When You Look Me in the Eyes» 22. «Burnin' Up» con Robert «Big Rob» Feggans |

| Puerto Rico |
| --- |
| 1. «That's Just The Way We Roll» 2. «Shelf» 3. «Hold On» 4. «BB Good» 5. «Goodnight and Goodbye» 6. «Video Girl» 7. «Gotta Find You» 8. «A Little Bit Longer» 9. Don't Close The Book con Honor Society 10. «I'm Gonna Getcha Good!» (cover de Shania Twain) 11. «Still In Love With You» 12. «Tonight» 13. «Year 3000» 14. «Pushin' Me Away» 15. «Hello Beautiful» 16. «Lovebug» 17. «Play My Music» 18. «S.O.S.» 19. «When You Look Me in the Eyes» 20. «Burnin' Up» con Robert «Big Rob» Feggans |

## Fechas del Tour
| Fecha                   | Ciudad           | País               | Lugar                                             |
| Canadá                  | Canadá           | Canadá             | Canadá                                            |
| ----------------------- | ---------------- | ------------------ | ------------------------------------------------- |
| 4 de julio de 2008      | Toronto          | Ontario            | Molson Amphitheatre                               |
| Estados Unidos          |                  |                    |                                                   |
| 5 de julio de 2008      | Detroit          | Míchigan           | DTE Energy Music Theater                          |
| 6 de julio de 2008      | Milwaukee        | Wisconsin          | Marcu Amphitheater/Summerfest                     |
| 8 de julio de 2008      | Oklahoma City    | Oklahoma           | Ford Center                                       |
| 9 de julio de 2008      | Dallas           | Texas              | Superpages.com Center                             |
| 11 de julio de 2008     | Phoenix          | Arizona            | Cricket Wireless Pavilion                         |
| 12 de julio de 2008     | Irvine           | California         | Verizon Wireless Amphitheater                     |
| 13 de julio de 2008     | Anaheim          | California         | Honda Center                                      |
| 14 de julio de 2008     | Anaheim          | California         | Honda Center                                      |
| 15 de julio de 2008     | Mountain View    | California         | Shoreline Amphitheater                            |
| 16 de julio de 2008     | Sacramento       | California         | Sleep Train Amphitheater                          |
| 17 de julio de 2008     | Concord          | California         | Sleep Train Pavilion                              |
| 19 de julio de 2008     | Englewood        | Colorado           | Fiddler's Green Amphitheatre                      |
| 21 de julio de 2008     | Omaha            | Nebraska           | Qwest Center Omaha                                |
| 22 de julio de 2008     | Maryland Heights | Misuri             | Verizon Wireless Amphitheater Saint Louis         |
| 23 de julio de 2008     | Noblesville      | Illinois           | Verizon Wireless Music Center                     |
| 25 de julio de 2008     | Hershey          | Pensilvania        | Hershey Stadium                                   |
| 26 de julio de 2008     | Hartford         | Connecticut        | New England Dodge Music Center                    |
| 28 de julio de 2008     | Cincinnati       | Ohio               | Riverbend Music Center                            |
| 29 de julio de 2008     | Charlotte        | Carolina del Norte | Verizon Wireless Amphitheatre Charlotte           |
| 30 de julio de 2008     | Raleigh          | Carolina del Norte | Time Warner Cable Music Pavillion at Walnut Creek |
| 1 de agosto de 2008     | Scranton         | Pensilvania        | Toyota Pavillion                                  |
| 2 de agosto de 2008     | Saratoga Springs | New York           | Saratoga Performing Arts Center                   |
| 6 de agosto de 2008     | Baltimore        | Maryland           | 1st Mariner Arena                                 |
| 7 de agosto de 2008     | Mansfield        | Massachusetts      | Tweeter Center for the Performing Arts            |
| 8 de agosto de 2008     | Wantagh          | New York           | Nikon at Jones Beach Theater                      |
| 9 de agosto de 2008     | New York City    | New York           | Madison Square Garden                             |
| 10 de agosto de 2008    | New York City    | New York           | Madison Square Garden                             |
| 11 de agosto de 2008    | New York City    | New York           | Madison Square Garden                             |
| 14 de agosto de 2008    | Bethel           | New York           | Bethel Woods Center for the Arts                  |
| 15 de agosto de 2008    | Corfu            | New York           | Darien Lake Performing Arts Center                |
| 16 de agosto de 2008    | Holmdel          | New Jersey         | PNC Bank Arts Center                              |
| 18 de agosto de 2008    | Bristow          | Virginia           | Nissan Pavilion                                   |
| 19 de agosto de 2008    | Virginia Beach   | Virginia           | Verizon Wireless Virginia Beach Amphitheater      |
| 20 de agosto de 2008    | Atlanta          | Georgia            | Lakewood Amphitheatre                             |
| 22 de agosto de 2008    | Cuyahoga Falls   | Ohio               | Blossom Music Center                              |
| 23 de agosto de 2008    | Columbus         | Ohio               | Nationwide Arena                                  |
| 24 de agosto de 2008    | Tinley Park      | Illinois           | First Midwest Bank Amphitheatre                   |
| 26 de agosto de 2008    | Burgettstown     | Pensilvania        | Post-Gazette Pavilion                             |
| 27 de agosto de 2008    | Camden           | New Jersey         | Susquehanna Bank Center                           |
| 29 de agosto de 2008    | Syracuse         | New York           | New York State Fair                               |
| 30 de agosto de 2008    | Allentown        | Pensilvania        | Great Allentown Fair                              |
| 31 de agosto de 2008    | Essex Junction   | Vermont            | The Champlain Valey Exposition                    |
| 2 de septiembre de 2008 | University Park  | Pensilvania        | Bryce Jordan Center                               |
| 4 de septiembre de 2008 | Tampa            | Florida            | Ford Amphitheatre                                 |
| 5 de septiembre de 2008 | West Palm Beach  | Florida            | Cruzan Amphitheatre                               |
| México                  |                  |                    |                                                   |
| 20 de diciembre de 2008 | Ciudad de México | Distrito Federal   | Foro Sol                                          |
| El Caribe               |                  |                    |                                                   |
| 22 de marzo de 2009     | San Juan         | Puerto Rico        | Coliseo de Puerto Rico José Miguel Agrelot        |